# Långskär (vid Borstö, Nagu)
Långskär med Sikkobben är en ö nära Borstö i Nagu,  Finland. Den ligger i Skärgårdshavet i Pargas stad i landskapet Egentliga Finland, i den sydvästra delen av landet. Ön ligger just söder om Borstö, 38 kilometer söder om Nagu kyrka, 68 kilometer söder om Åbo och omkring 170 kilometer väster om Helsingfors. Närmaste allmänna förbindelse är förbindelsebryggan vid Borstö som trafikeras av M/S Nordep.
Öns area är 13,6 hektar och dess största längd är 0,7 kilometer i sydväst-nordöstlig riktning.

## Sammansmälta delöar
- Långskär 59°51′30″N 21°58′22″Ö / 59.85837°N 21.97274°Ö
- Sikkobben 59°51′25″N 21°58′03″Ö / 59.85692°N 21.96743°Ö